# Evoplosoma claguei
Evoplosoma claguei är en sjöstjärneart som beskrevs av Mah, Nizinski och Lundsten 20. Evoplosoma claguei ingår i släktet Evoplosoma och familjen ledsjöstjärnor. Inga underarter finns listade i Catalogue of Life.